# UFO ve Voroněži

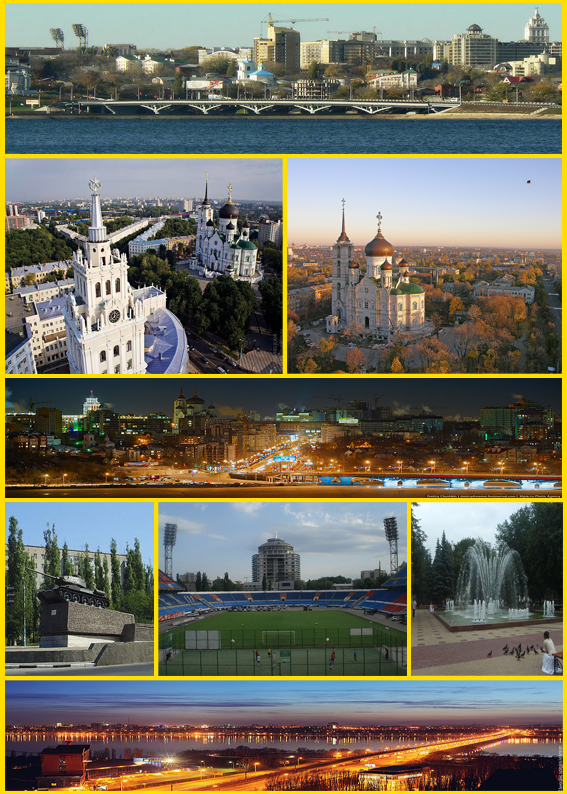
Voroněž, Rusko

UFO ve Voroněži je jedním z mediálně nejznámějších incidentů zahlédnutí, přistání a dokonce setkání s UFO na světě. K události došlo 27. září 1989 ve městě Voroněž, ve Voroněžské oblasti, v jihozápadní evropské části Sovětského svazu, v parku, z jehož součásti si děti vytvořily hřiště.
Věrohodnost události tak, jak ji líčily sovětské zdroje, je důvodně zpochybňována (viz dále).

## Událost dle sovětských zdrojů

### První mediální zveřejnění
K prvnímu mediálnímu zveřejnění incidentu došlo v městských novinách Komuna 3.10.1989. Zpráva nesla název "Fotbal s příchozími" (přišělcami).[zdroj?] Noviny úrajně popsaly událost tako: „Vasja Surin' a 'Jevgenij Blinov jsou školáci – jeden chodí do školy č. 82, druhý do školy č. 33 Levobřežní. Zažili neuvěřitelnou událost. Tito kluci a dále Julia Šolochovová, a ještě jeden dospělý, čtyřicetiletý, byli svědky 27. září přistání UFO v parku, v okolí zastávky Mašmet.“ Dále uvedl, že k incidentu došlo večer kolem 18.30 tamního času:[zdroj?]
V 18:30 kluci viděli růžovou záři na obloze, a poté kouli červené a vínové barvy. Koule o průměru asi 10 metrů kroužila ve výšce asi 12 m nad zemí, a bylo zřejmé, jak se vlní pod ní tráva. Koule ale brzy uletěla. O několik minut později se UFO vrátilo, a vznášelo se nad parkem. V tuto chvíli přiběhli dospělí.[zdroj?]
Ve spodní části koule uviděli chlapci otvor, velikosti asi 3 metry, ze kterého vystoupily bytosti, nepodobné lidem. Bytosti měly mít na sobě stříbrnou kombinézu a bronzové boty, a každá 3 oči. Dále web popisuje, že bytost obhlédla okolí, zavřely se dveře, a poté koule začala klesat, přičemž poškodila topol, který od té chvíle zůstal nakloněn. UFO mělo přistát. Znovu se pak otevřely dveře a měly vyjít 2 bytosti – jeden zřejmě robot.[zdroj?] Zde však už došlo k nesprávnosti při popisu celé události.[zdroj?] Podle zpravodajského oficiálního sdělení Tiskové agentury Sovětského svazu - TASS byly bytosti celkem 3, a 1 robot je doprovázel. Tuto informaci uvedl i The New YorkTimes a Los Angeles Times, s odkazem na TASS. Zprávu kontrolovala i CIA ve svém souhrnném hlášení o incidentech UFO v SSSR.

### Následující mediální zprávy a analýzy
TASS převzal zprávu z novin Komuna, od redaktora, jenž byl otcem jednoho z chlapců a uveřejnil ji počátkem října 1989. O tiskovou zprávu se zajímala i americká média. Jako první - s odkazem na informace v článku - informovala o zprávě TASSu americká televize. Byla to i podle reportáže sovětské televize CNN, která ji nekriticky převzala jako fakt, potvrzující existenci mimozemské inteligence. Teprve s odstupem krátké doby, kdy se další a především americká média celou událostí opakovaně zabývala, došlo ke zpochybnění zprávy sovětského oficiálního zdroje, a byla vydávána za podvrh. Nejzávažnější byly články v novinách The New York Times, Los Angeles Times a v časopise Time.

### Archivní fotografie a záběry UFO
Ve většině deníků se objevovaly fotografie 4 dětí. Podle novodobého videa kanálu Belarus History Channel z 19.12.2021 jsou na legendárních černobílých fotkách tyto děti: 1. Vasja Surin, 2. Žeňa Blinov, 3. Lena Sarokinovová a 4. Julia Šolochovová.  Má se jednat o nejdůležitější osoby svědků, užitých takřka všemi deníky a časopisy v aktuální době incidentu a to až do současnosti, kdy jsou stále používány. Velká zvětšenina kvalitního záběru tváře Vasjy Surina je ve videu během stopáže 7:51 - 8:21. Fotografie 2 chlapců v parku a muže na bříze je ve stopáži 6:21. Další kvalitní archivní záběry chlapce ukazujícího na místo spatření UFO se nacházejí ve stopáži 10:23 - 43. Reálná fotografie autobusové zastávky Mašmet je v úvodu videa ve stopáži 0:50. Fotografie novin Komuna 9:39. Stopy v půdě ukazuje záběr lépe než v jiných relacích, stopáž od 11:18.
V čísle 145 vydání Komuny z 21.10.2009 (stopáž u jména novináře je 9:47) se uvádí, že redaktor Alex Talarov po letech napsal o dalších svědcích incidentu, "kde nebyly jen děti". Ve videodokumentu v přibližně tomto úseku je zmínka i o svědkovi z řad milice (ruská policie). Jmenován však ve videu není. Podle jiného důvěryhodného zdroje jím měl být poručík Sergej A. Matvejev. Ministerstvo vnitra tehdy uvedlo, že pokud dojde k opakovanému spatřování či kontaktu s UFO, vyšle do oblasti vojáky. Svědectví policisty S.A.Matvejeva je celé v dokumentu kanálu Discovery, ve stopáži dalšího videa 2:56 - 3:09. Za jeho výpovědí následuje vyjádření pilota armádního letectva, kapitána S.N. Okuněva, 3:10 - 3:24. Následují dospělí svědci a od stopáže 3:51 svědectví žáka voroněžské základní školy Sergeje Makarova. Od stopáže 4:10 zaznívá svědectví žáka voroněžské základní školy Dennise Murzenkova. Osoby dále svědčící o události, včetně dívky v průběhu dokumentu, nejsou jmenovány.  
Reálný psychologický dojem z archivovaných výpovědí dětských svědků zaznamenává oficiální pořad sovětské televize v dokumentu scenáristy Alexandra Mjagčenkova a režiséra S. Mordaševa z roku 1991. V pořadu vystupuje i ufolog G.M. Silanov. V první stopáži 2:39 mluví o mnoha dětech ve voroněžském parku, přičemž později hodnotí anomálie a svědectví o UFO.   
Záběry 7 objektů na noční obloze Voroněže (nemusejí souviset s incidentem v časovém souběhu) jsou ve stopáži videa kanálu Belarus History Channel 9:59 - 10.18. Další záběry 6 objektů UFO tamtéž od 11:05.
V další televizní reportáži jsou zveřejněna videa s UFO od obyvatel Voroněže. Jde o pozdější období, rok 2013.  

### První zahraniční reakce
První reakce moderátorů televizních stanic po celých Spojených státech byly natolik chaotické, že působily jako nekritické převzetí této informace a teprve poté v dalších zprávách už jako výsměch.[zdroj?]
V Československu o zprávě TASSu informovaly večerní zprávy tehdejší Československé televize, jejíž archiv v tomto vyznění už není dostupný. Rovněž i zprávy ČTK, která událost samostatně nekomentovala, pouze ji opakovaně líčila z hlediska vyznění sovětské tiskové agentury.  Přestože tato událost vzbudila velký zájem světové veřejnosti, po pádu režimu v roce 1989 se v Česku a na Slovensku o ní příliš nemluvilo a až do nedávna ani nepsalo.[zdroj?] V samotném Sovětském svazu však do roku 1991 incident vzbuzoval neutuchající zájem a byl probírán v několika dlouhých publicistických pořadech státní televize, s účastí pozvaných hostů, mezi nimiž byly vědecké osobnosti a vysoce postavení důstojníci armády.

### Hlavní svědek události
Za hlavního přínosce svědectví o UFO ve Voroněži je považován Vasja Surin, jehož svědectví převzala všechna světová média, včetně sovětských. Konečný počet svědků byl podle publicistiky ruských médií 62 lidí. Podle článku v českém Médiu.cz šlo o děti v městském parku a jeho okolí, kde se běžně scházely a hrály fotbal většinou bez doprovodu rodičů. 
Po uveřejnění zpráv z října roku 1989 se počet svědectví navyšoval pátráním ruských reportérů ve Voroněži, přičemž v televizních pořadech hovořili občané i o svých názorech na tuto událost.

### Magnetické pole a stopy
Na místě incidentu měli mimozemšťané zanechat stopy, které zkoumali přítomní ruští vědci s konstatováním, že došlo ke zvýšení magnetického pole v místě s půdními otisky, v podobě promáčklin, po přistání kosmického objektu.

## Kritický pohled
Zprávu o události ve Voroněži zveřejnila řada sovětských periodik krátce poté, co se měla stát, a zahraniční agentury je přejímaly. V současném[kdy?] Rusku se dosud věří, že k tomuto incidentu došlo a nebyl vymyšlen,[zdroj?] protože zpráva nepřinesla jakékoli zaznamenané výsledky politického vývoje a totalitní režim v SSSR k 26. 11. 1991 skončil.  
Věrohodnost zpráv ze sovětských zdrojů byla následně zpochybněna především z těchto důvodů:
- nezávisle na sobě byly pozorovány dvě události - neidentifikovaný létající objekt a vlastní setkání s mimozemšťany; „svědky“ druhé „události“ byly tři děti; jiné osoby se nepodařilo zjistit ani týmu televize Vremja, který byl na místo vyslán (v dokumentu vyrobeném stanicí Vremja se uvádí jako alternativní vysvětlení „kreativní představivost dětí“)
- 16 radiometrických analýz, 19 vzorků půdy, 9 testů zjišťujících přítomnost mikroorganismů a 20 spektrochemických měření nezjistilo anomálie v půdě a vegetaci v daném místě
- vyšší než normální přítomnost radioizotopu cesia v daném místě byla po katastrofě v Černobylu zjištěna na více místech

Podle časopisu Time mohl existovat důvod, proč oficiální sovětská média šířila tuto zprávu. Byla to tehdejší politika glasnosti – otevřenosti v médiích –  která byla v roce 1989 stále ještě relativně nová a experimentovalo se, kam je ještě možno zajít. Ještě důležitější bylo, že v době slábnoucí naděje pro Sovětský svaz poskytly příběhy mimozemšťanů a mystických stvoření něco méně depresivního k zamyšlení.